# Corynotheca lateriflora
Corynotheca lateriflora är en grästrädsväxtart som först beskrevs av Robert Brown, och fick sitt nu gällande namn av Ferdinand von Mueller och George Bentham. Corynotheca lateriflora ingår i släktet Corynotheca, och familjen grästrädsväxter. Inga underarter finns listade i Catalogue of Life.